# Albergada
Antiguamente, se llamaba albergada al reparo, defensa o atrincheramiento de tierra, piedra, madera u otros materiales. 

Cuando las fuerzas del sitiador eran suficientes, se cercaba todo en derredor el lugar y si no, se situaban compañas al frente de las puertas para cortar las comunicaciones
Diccionario de la Academia

En el primer caso, la operación se llamaba cerca y en el segundo, albergada.

La cerca non quiere al decir si non cosa que cerca todo en derredor y la que assi no es fecha, non la llaman si non albergada.
Doctrina de caballería, libro 1, título 7